# Ма Жун
Ма Жун (кит. трад. 馬融, упр. 马融, пиньинь Mǎ Róng; 79–166) — литератор, комментатор конфуцианских канонов, педагог и политический деятель эпохи Восточная Хань. Внучатый племянник полководца Ма Юаня (14 г. до н. э. – 49 г. н. э.). Биография Ма Жуна содержится в Хоу Хань шу. На государственной службе с 110 г. с перерывами: следствием активного участия в политической жизни были отстранения от должности и даже ссылка c 152 по 159 гг. Был сверщиком текстов в государственной библиотеке, наместником области Наньцзюнь, советником и др. Ушел в отставку по болезни в 164 г.
Один из создателей интерлинеарного комментария-чжу 注, автор комментариев ко всем пяти главным конфуцианским канонам, а также «Дао дэ цзину», «Хуайнань-цзы» и др., от которых сохранились только фрагменты. Ученики Ма Жуна исчислялись сотнями. Наиболее известные из них – Лу Чжи (139–192) и Чжэн Сюань (127–200).
Автор нескольких од, в том числе «Оды о длинной флейте» («Чан ди фу» 長笛賦) и од об играх чаупар и вэйци.
Ма Жуну приписывают авторство «Канона верности» («Чжун цзин» 忠經), написанного в подражание «Канону сыновней почтительности» («Сяо цзин» 孝經), однако первое упоминание об этом памятнике относится только к XI в.